# Калгын (озеро)
Калгын — крупное пресноводное озеро на северо-востоке Якутии, в Среднеколымском улусе. Расположено на границе Колымо-Алазейской низменности и Алазейского плоскогорья, в левобережье среднего течения реки Алазея, в 5 км к юго-западу от озера Бердигестях (Берджигестях). Имеет форму полукруга, вытянуто в юго-восточном направлении.  
Находится на высоте 48 м над уровнем моря. Площадь озера составляет 63,6 км², площадь водосбора — 303 км². Длина озера около 11,6 км, максимальная ширина — 8 км. Средняя глубина Калгына — 49 м. Впадают речки Бабарынната и Чайдах, а также несколько ручьёв. Сток имеет через ручей Кагалын в Алазею.
Берега низкие, слабо изрезанные, преимущественно покрытые лиственничной тайгой, заболоченные в юго-восточной части.
Ближайший населенный пункт, село  Эбях, расположен примерно в 40 км к восток-северо-востоку.